# China Salesman - Contratto mortale
China Salesman - Contratto mortale (in cinese: 中国 推销员), noto anche come Deadly Contract e Tribal Warfare, è un film del 2017 diretto da Tan Bing.
Il film è interpretato da Li Dongxue e presentato da Mike Tyson e Steven Seagal. È uscito in Cina il 16 giugno 2017, ed è stato distribuito in DVD in Ungheria alla fine di novembre 2018.
Il film è stato realizzato con un budget di 20 milioni di dollari, con un botteghino di 1,5 milioni di dollari.

## Trama
Yan Jian, un giovane ingegnere informatico cinese, si offre volontario per andare in Nord Africa e aiutare la compagnia per cui lavora per vincere una competizione. Il vincitore può avere il diritto di controllare la comunicazione tra sud e nord. Alla spia francese Michael viene ordinato di andare in Nord Africa e vincere la competizione, in modo che la Francia possa controllare le risorse minerarie dell'Africa. Assume il miglior mercenario in Africa, Lauder e un ex generale, Kabbah, per aiutarlo. Yan scopre la loro cospirazione ed è l'unico che può fermarli.

## Accoglienza

### Critica
Sul sito web di aggregatore di recensioni Rotten Tomatoes, il film ha un punteggio di approvazione del 13%, basato su 16 recensioni con una valutazione media di 1,62/10. Su Metacritic, il film ha un punteggio medio ponderato di 14 su 100, basato su 6 critici, che indica "antipatia travolgente".